# YHLQMDLG
YHLQMDLG (abreviació de Yo Hago Lo Que Me Da La Gana en castellà) és el segon àlbum d'estudi en solitari (tercer en general) del traper i cantant de Puerto Rico, Bad Bunny. Va ser llançat el 29 de febrer de 2020, per Rimas Entertainment. L'estil de música de l'àlbum està fortament influenciat per l'estil de reggaeton "old-school" (de la vella escola) i conté col·laboracions amb Daddy Yankee, Nesi, Yaviah, Ñengo Flow, Sech, Mora, Jowell & Randy, Anuel AA, Myke Towers, Kendo Kaponi, Arcángel, Duki i Pablo Chill-E. L'àlbum va debutar en el número dos en la llista Billboard 200 dels Estats Units, convertint-se en l'àlbum en idioma espanyol situat més amunt de la llista en la història, fins al llançament del seu tercer àlbum, El Último Tour Del Mundo. YHLQMDLG va ser l'àlbum llatinoamericà més venut als Estats Units l'any 2020, es va convertir en l'àlbum més reproduït de la plataforma Spotify a nivell mundial durant el 2020, i va guanyar el premi al millor àlbum de Pop Llatinoamericà o Urban en els 63è Premis Grammy Anuals.
«Yo Perreo Sola» és una cançó de l'àlbum, que compta amb la veu no acreditada de Nesi. El vídeo musical de la cançó presenta a Bad Bunny com una drag-queen. El remix, amb Nesi i Ivy Queen, va ser llançat el 14 d'octubre del 2020, seguint la seva interpretació de la cançó als 2020 Billboard Music Awards. Va guanyar un Premi Grammy Llatinoamericà a la millor interpretació de Reggaeton.